# Sufflamen bursa
Sufflamen bursa là một loài cá biển thuộc chi Sufflamen trong họ Cá bò da. Loài này được mô tả lần đầu tiên vào năm 1801.

## Từ nguyên
Từ định danh bursa bắt nguồn từ bourse, tên thông dụng trong tiếng Pháp của loài cá này, tuy nhiên không rõ hàm ý của nó.

## Phạm vi phân bố và môi trường sống
S. bursa có phân bố rộng khắp khu vực Ấn Độ Dương - Thái Bình Dương, từ Đông Phi trải dài về phía đông đến quần đảo Pitcairn; ngược lên phía bắc đến vùng biển phía nam Nhật Bản (gồm cả quần đảo Ogasawara) và quần đảo Hawaii, xa về phía nam đến Úc, Nouvelle-Calédonie và đảo Rapa Iti.
Ở Việt Nam, S. bursa đã được ghi nhận tại cù lao Chàm (Quảng Nam), vịnh Nha Trang (Khánh Hòa), Côn Đảo và quần đảo Trường Sa.
S. bursa sống trên các rạn san hô ở độ sâu khoảng 3–90 m.

## Mô tả

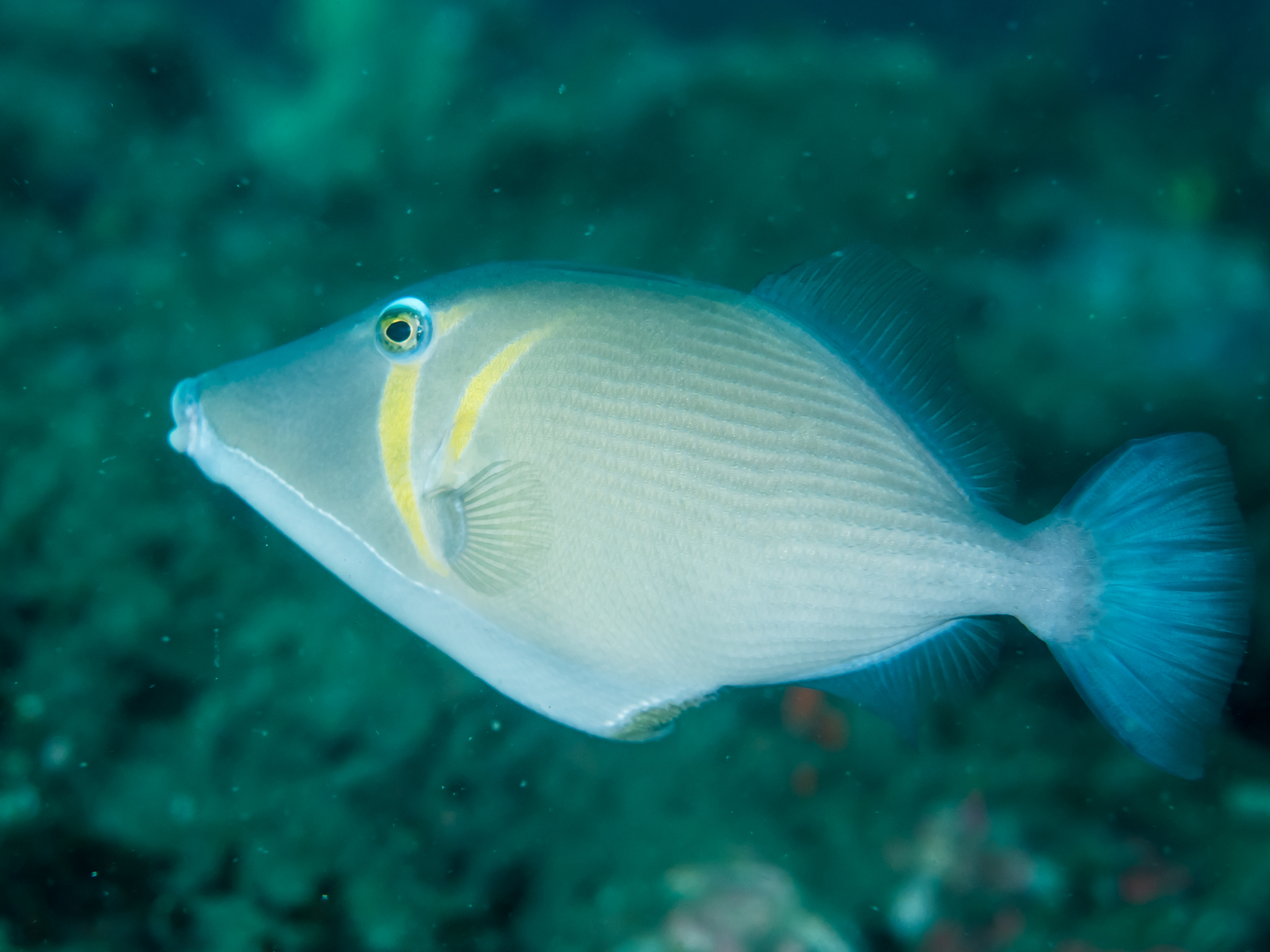
S. bursa sọc vàng

Chiều dài cơ thể lớn nhất được ghi nhận ở S. bursa là 25 cm. Thân có màu nâu xám, trắng nhạt ở ngực và bụng với một sọc trắng ngăn cách hai vùng màu này. Có một dải màu nâu sẫm hình lưỡi liềm nằm sau mắt uốn cong xuống gốc gần vây ngực, một sọc xiên cùng màu ở phía sau băng xuống gốc vây ngực (các sọc này có thể chuyển sang vàng bởi chính cá thể đó). Đuôi bo tròn hoặc hơi cụt. Vùng bụng có vệt đen.
Số gai ở vây lưng: 3; Số tia vây ở vây lưng: 27–30; Số gai ở vây hậu môn: 0; Số tia vây ở vây hậu môn: 24–27; Số tia vây ở vây ngực: 13–15.

## Sinh thái học
Thức ăn của S. bursa khá đa dạng, bao gồm các loài tảo (ít phổ biến hơn các loài động vật), hải miên, cầu gai, thân mềm, giáp xác và giun biển.

## Thương mại
S. bursa ít quan trọng đối với ngành ngư nghiệp.